# 駐日カナダ大使館
駐日カナダ大使館（ちゅうにちカナダたいしかん、英: Embassy of Canada to Japan、仏: Ambassade du Canada au Japon）は東京都港区赤坂七丁目にあるカナダの大使館。

## 概要
1929年に公使館として設置され、カナダの在外公館としてはパリ、ワシントンD.C.に次いで3番目である。初代駐日公使はハーバート・マーラー。現在のカナダ大使館の土地は、1933年に子爵の青山忠敏の所有地を購入した。
- 住所：東京都港区赤坂7-3-38
- アクセス：東京メトロ銀座線・半蔵門線/都営地下鉄大江戸線青山一丁目駅4番出口

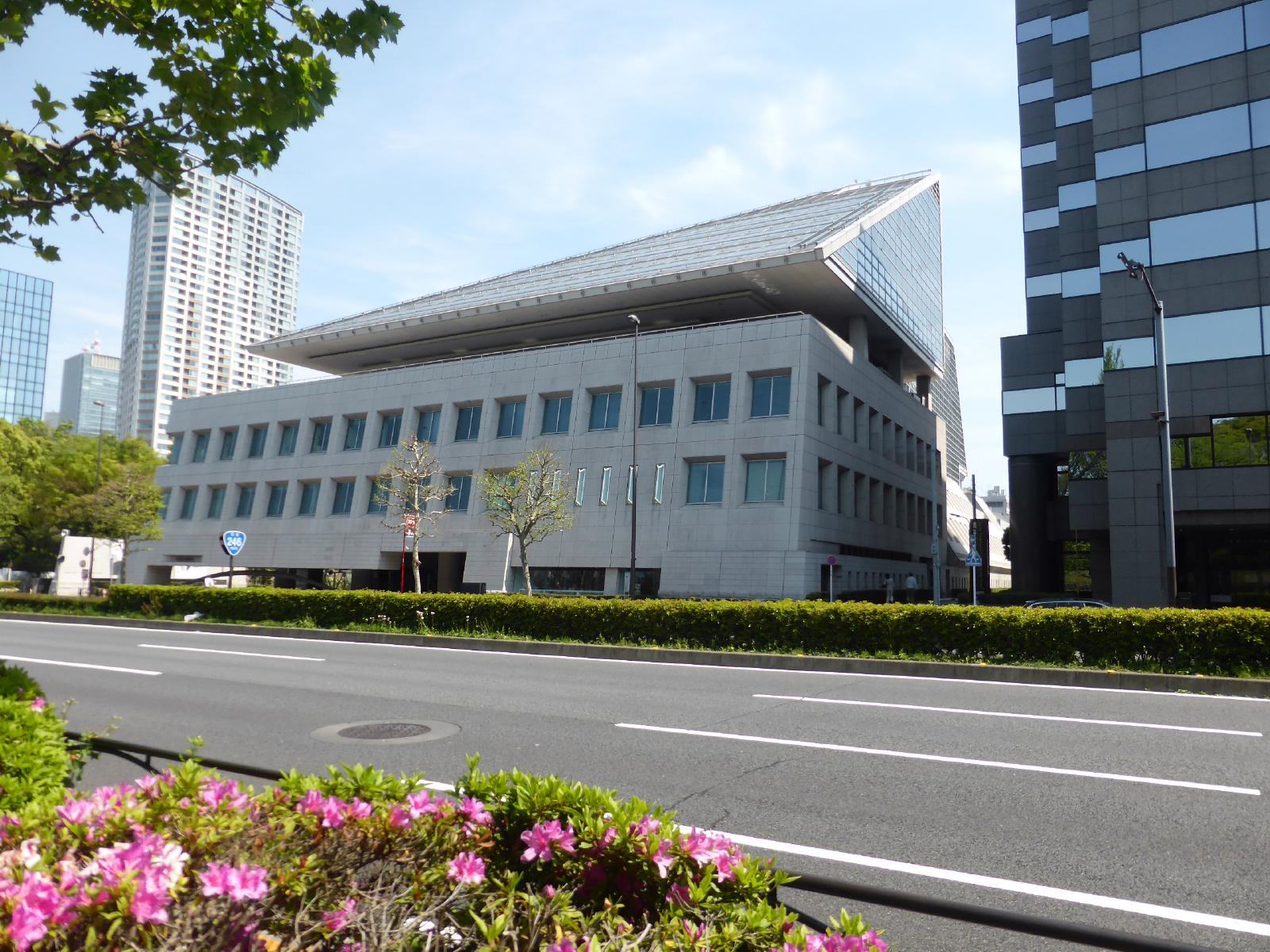
246号線を挟んで赤坂御用地の反対側にある
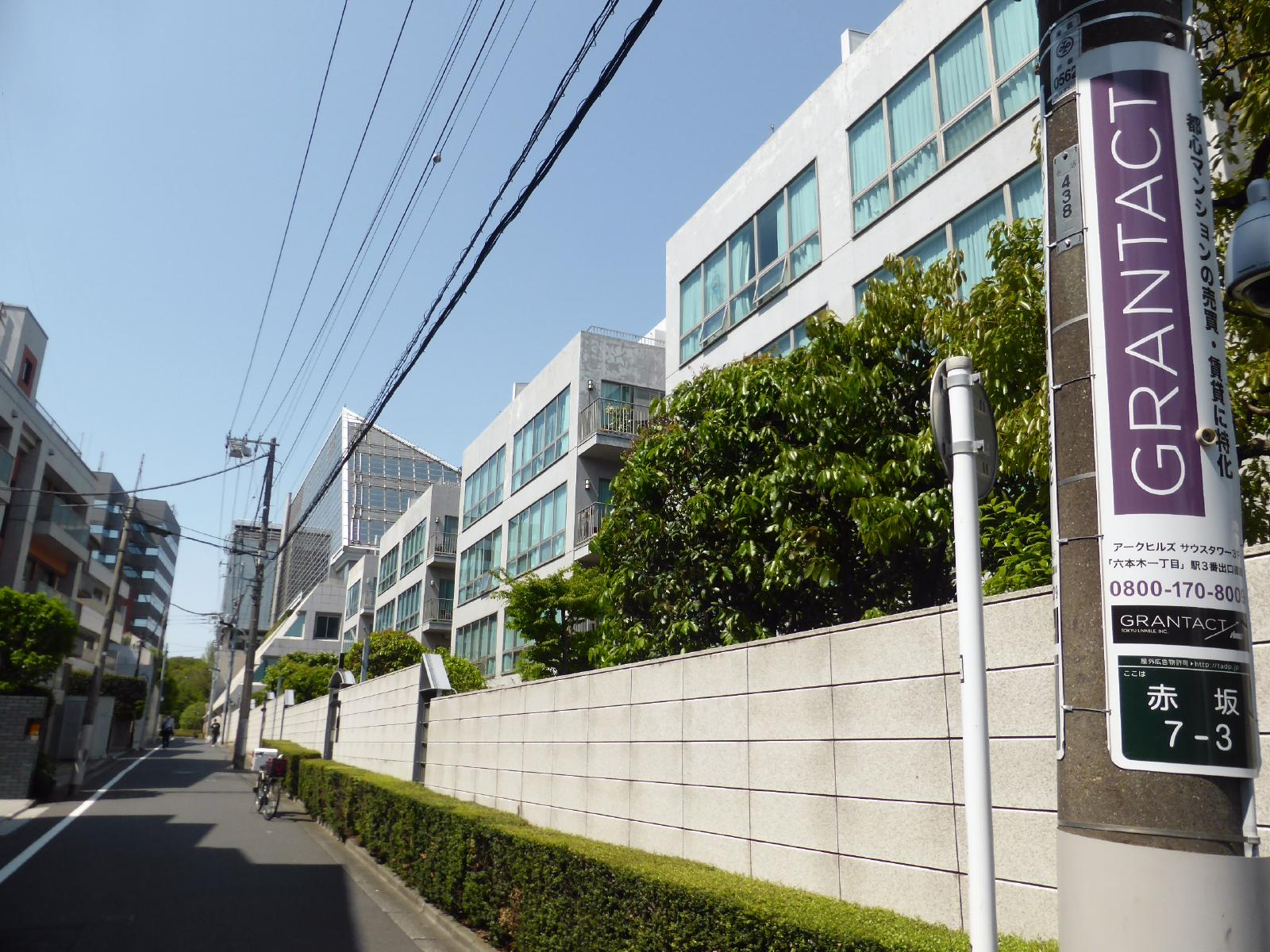
カナダ大使館裏の職員住宅
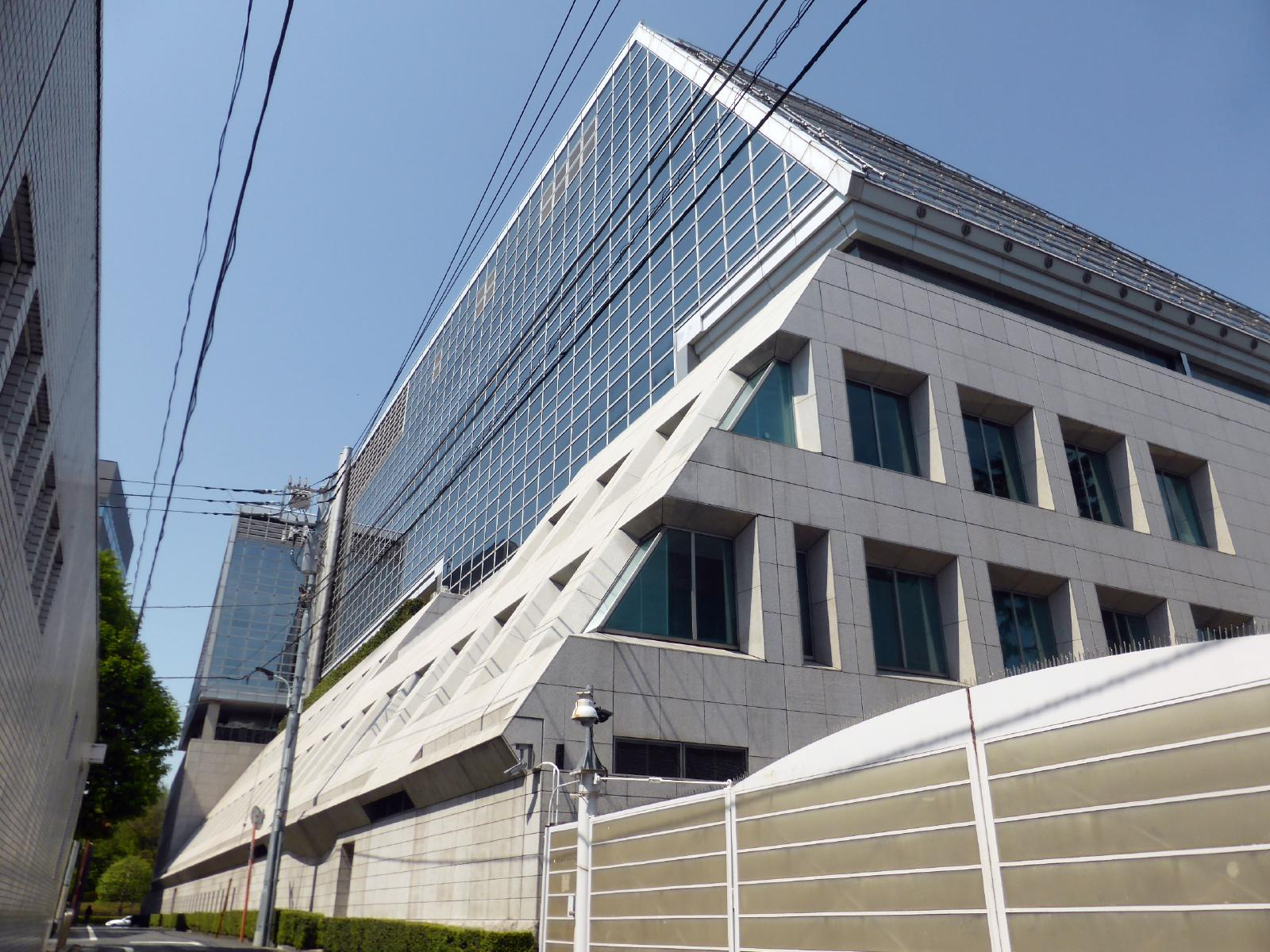
ロッキー山脈を思わせるカナダ大使館の上部

## 大使
2021年8月27日より、イアン・G・マッケイが特命全権大使を務めている。